# Czas odległy
Czas odległy (tytuł oryginalny: Kohë e largët) – albański film fabularny z roku 1983 w reżyserii Spartaka Pecaniego, na motywach opowiadania Sotira Andoniego "David Selenica".

## Opis fabuły
Akcja filmu rozgrywa się w późnym średniowieczu i przedstawia losy malarza Andrei Selenicy. Andrei w swoich dziełach stara się pozostać wierny sztuce, a nie zasadom narzuconym przez religię katolicką. Wywołuje to gniew duchownych i przyspiesza tragiczny koniec artysty.
Film realizowano w Beracie.

## Obsada
- Ndriçim Xhepa jako malarz Andrea Selenica
- Robert Ndrenika jako Anastas Grigori
- Demir Hyskja jako Kolin Stringari
- Edmond Tare jako Bane Lica
- Reshat Arbana jako biskup Athanas
- Mirush Kabashi jako Lithan Asketi
- Anila Sula jako Ana, dziewczyna Anastasa
- Lazër Filipi jako kupiec Haxhi
- Aleksandër Pogaçe jako kupiec
- Sheri Mita jako osoba wynajmująca konie
- Ilia Shyti jako artysta
- Thoma Rrapi